# Alma Center
Alma Center – wieś w Stanach Zjednoczonych, w stanie Wisconsin, w hrabstwie Jackson.